# Рахимов, Батыр Икрамжанович
Батыр Икрамжанович Рахимов (узб. Botir Ikromjonovich Rahimov; род. 30 июня 1966 года, Коканд) — узбекский предприниматель, бывший владелец футбольного клуба «Пахтакор» и гостиницы «Узбекистан».
Один из богатейших бизнесменов Узбекистана. Известен по кличке «Батыр алюминий». В 2001 году открыл частный банк под названием «Капиталбанк». Также основал множество компаний, занимающихся финансами, страхованием, производством товаров народного потребления, строительным бизнесом, производством продуктов питания.
Родился в многодетной семье — у него пять братьев и две сестры. В 2010 году Рахимов был арестован, но причина задержания остаётся неизвестной. В 2016 году Рахимов женился на Диёре Усмановой — вдове Бабура Усманова (племянника российского миллиардера Алишера Усманова) и племяннице жены президента Узбекистана Шавката Мирзиёева.
17 февраля 2025 года избран председателем федерации тенниса Узбекистана.